# バイオハザード: ヴェンデッタ
『バイオハザード: ヴェンデッタ』（原題：Biohazard: Vendetta、英題：Resident Evil: Vendetta）は、ゲーム『バイオハザード』シリーズを基に、ハイクオリティ技術で描くフルCG映画。2017年5月27日に公開された。

## 概要
2008年に劇場公開された『バイオハザード ディジェネレーション』、および2012年に劇場公開された『バイオハザード ダムネーション』（以降、『DM』）と同様、ゲーム版の設定を継承した完全新作である。時系列上では、『6』と『7』の間に位置する。
CG映画シリーズでは初めて登場するクリス・レッドフィールドが、『DM』から引き続き登場するレオン・S・ケネディと初めてタッグを組むほか、レベッカ・チェンバースが『0』以来の登場を果たす。また、バイオハザードシリーズを代表するクリーチャーのゾンビが前々作以来の登場を果たし、その大群をクリスとレオンがCG映画ならではのアクションとレイアウトで倒していくシーンも盛り込まれている。
タイトルの「ヴェンデッタ」は「復讐」を意味する。

## 製作
制作会社は『DM』から一新されており、ホラー要素とダイナミックなアクションシーンが増やされている。製作総指揮の清水崇によれば「元々は原点回帰としてホラーの部分を強化してくれと言われていたため、その部分を強める予定だったが参加した時点では監督すら決まっておらず、後に辻本貴則が監督を務めることに決まったのでどう考えてもアクションに転がした方がいいに決まっている。」と判断して現在に至った。また、脚本家の深見真は本作の時系列が『6』の後であるという設定を明かしている。
清水はゲーム版の本編キャラクターを死亡させたいことやレオンの幼少期を描きたいことへの要望を出していたが、カプコンの小林裕幸に「ごめんなさい。」と断られた。小林によれば「カプコンを背負うキャラクターなので映画で設定を固めてしまうとゲームのスタッフに怒られてしまいます。」ということであり、「ホラー映画で幼少期を描くというのは正しいセオリーとしてあるとは思いますが、うちで長年やってきたキャラクターはゲームを楽しみにしてくれているファンのものでもあるので、簡単に新しい設定を決めることはできない。」ということでもあった。小林いわく本作の女性キャラクターはジル・バレンタインという案もあったが、すでに彼女はゲームや実写映画の方で活躍していたこともありゲーム版との時間軸の兼ね合いで採用しにくかったうえ、その時期に小林が『1』と『0』HDリマスターに関わり久々にレベッカと再会したことと、彼女が旬のキャラクターであったことが決め手となり採用となった。

## ストーリー
中国のバイオテロ事件（『バイオハザード6』）から1年後の2014年。対バイオテロ組織BSAA北米支部隊長のクリス・レッドフィールドは、生物兵器を扱う武器商人グレン・アリアスの調査中に捕らえられたエージェントを救出するため、メキシコ軍特殊部隊と共に拠点の洋館へ突入する。しかし、エージェントは家族共々殺害されていたうえ、部隊は洋館の各所に仕掛けられていたトラップと、アリアスによって敵味方を区別する高度に制御されたゾンビたちの襲撃に遭い、壊滅してしまう。
4か月後、クリスのS.T.A.R.S時代の元同僚でシカゴ大学の教授およびBSAAのアドバイザーを務めるレベッカ・チェンバースは、全米各地でゾンビ化病を引き起こしていた未知のウイルスを発見してワクチンの作成に取りかかるが、その直後に大学で発生したバイオテロに遭い、ウイルスの解析データや試作ワクチンを焼き払われてしまう。
救助したレベッカからゾンビ化病の特性が欧州で発見された寄生虫プラーガのそれと酷似していることを知り、クリスたちはかつてプラーガを用いるカルト教団と戦った（『バイオハザード4』）DSOエージェントのレオン・S・ケネディに接触する。

## 登場人物
※詳細は、バイオハザードシリーズの登場人物やリンク先の個別項目を参照。声優名は、英語版/DVD・Blu-ray版の日本語吹き替え版。

### 主人公
クリス・レッドフィールド（Chris Redfield）
声 - ケビン・ドーマン / 東地宏樹
モーションアクター - ルーベン・ラングダン
本作の主人公の1人で、対バイオテロ組織「BSAA」の北米支部隊長。41歳。
冒頭ではグレン・アリアスの潜入捜査中に行方不明となったBSAA隊員であるキャシー救出のため、メキシコ陸軍特殊部隊「GAFE」との共同作戦としてアリアスのアジトに潜入する。しかしキャシーは既にゾンビ化しており、救出に失敗。アリアスの思わぬ反撃により部隊は壊滅し、辛くも一人生き延びたクリスはアリアスへの復讐に燃える。
アリアスを追う過程でかつての同僚であるレベッカに再会、更に今回のテロで使用されているウィルスにプラーガに似た特性があったことからプラーガの事件に直に関わった体験があるレオンに協力を要請する。
使用銃器はコルトM4A1で、銃剣としてコンバットナイフM9、M203 グレネードランチャーを装着。サイドアームとしてベレッタM93Rを三点バーストで使用。
本作ではプロレス等の格闘技を主体とした技を駆使しており、パワースラムや飛行機投げ、フロント・ネックロック、DDT、ヘッドロック、巴投げといった技を披露している。
レオン・S・ケネディ（Leon S. Kennedy）
声 - マシュー・マーサー / 森川智之
モーションアクター - ジェイソン・ファント
本作の主人公の1人で、エージェント集団「DSO」の一員。37歳。
物語開始以前にDSOの任務として映画版では爆破テロ事件の捜査、小説版ではトールオークスのバイオハザードに関わっていた上院議員の逮捕にあたっていたが情報屋の裏切りによって任務は失敗、作戦に参加していたDSOエージェントがほぼ壊滅してしまう。
A-ウィルスがプラーガに似た特性を持っていたことからプラーガの事件を担当した経験からクリスとレベッカに見込まれ協力を要請されるが、前述の任務で多くの同僚を失ったことと終わりの見えない戦いに辟易したことで自暴自棄に陥り酒に溺れていた。
今作ではDSOの制式カスタムハンドガンであるセンチネルナイン、およびデザートイーグルを使用。また、劇中ではドゥカティ社とのタイアップとしてバイクのXDiavelを乗りこなす。
ゲーム同様、今作でも皮肉混じりに発した「感動的、幻想的、素晴らしい」等を意味する「ファンタスティック（fantastic）」という用語を彼の意訳の代名詞である「泣けるぜ。」と訳されている。
本作ではフェイス・クラッシャーやニースタンプ、水面蹴り、回転踵落としといった技を披露している。
レベッカ・チェンバース（Rebecca Chambers）
声 - エリン・カーヒル / 小清水亜美
本作の主人公の1人で、クリスやジル・バレンタインなどと同じく「S.T.A.R.S.」の元メンバー。34歳。現在は大学の教授で、BSAAアドバイザーを務めている。クリスとは4年前のフィロソフィー大学で会って以来の再会である。
頻発するA-ウィルスがらみの事件を受けワクチンの精製と研究を行っていたが、試作ワクチンが完成した直後にアリアスの襲撃を受けてしまい間一髪の所をかつての同僚であるクリスに救われる。
我を忘れて言い争うクリスとレオンを一喝し和解させる等芯の強い一面を見せるが、ある理由から後半はアリアスに拉致されてしまう。

### バイオテロ対策部隊「BSAA」
D.C.
声 - アリフ・S・キンチェン / 藤井隼
モーションアクター・フェイスモデル - ダンテ・カーヴァー
BSAAの精鋭部隊チーム「シルバーダガー」の一員。元アメリカ軍特殊部隊。コンピューターハッキングの知識を有するゲームマニア。
常にクールな大卒のインテリだが、陸上競技での優勝経験や軍用型航空機の操縦士の資格を持っている。離婚歴があり子供もいる。別れた妻の話になると酷く落ち込む。
作中では主にオスプレイの操縦を担当し、クリスらをサポートした。
ダミアン（Damian）
声 - アーニー・パントジャ / 相沢まさき
BSAAの精鋭部隊チーム「シルバーダガー」の一員。ヒスパニック系で筋肉質な若者。趣味はハンティングで、カナダの山奥に狩猟小屋を持っている。
D.C.とはアメリカ軍時代からの付き合い。立派な体格に似合わず皮肉屋で神経質。"戦っている以外の自分"が想像できない、生まれつきの兵士。
ニューヨークのバイオテロでは、ウィルス散布用の擬装タンクローリーの破壊に貢献するも、護衛として配備されていたケルベロスに首を噛み千切られ、シルバーダガー唯一の戦死者となってしまった。
ナディア（Nadia）
声 - カリ・ウォールグレン / 戸松遥
BSAAの精鋭部隊チーム「シルバーダガー」の一員。ドイツ系アメリカ人で狙撃の名手。元ロサンゼルス市警のSWAT隊員。
世界各地で起こるB.O.W関連の事件を見て義憤にかられ、BSAAに志願した。同性愛者であり、パートナーと共同購入した一軒家がサンフランシスコにある。
アリアスのアジト屋上の決戦にD.Cの操縦するオスプレイで駆け付け、アメリカ軍より提供されたレールガンで怪物化したアリアスの半身となっていたディエゴの頭部を吹き飛ばした。その後、逆上したアリアスにより胴体を爪で貫かれてしまうが、致命傷には至らず一命をとりとめた。
キャシー・ホワイト（Cathy White）
声 - カレン・ストラスマン / 川﨑芽衣子
BSAAの潜入工作員で、A-GUA社に潜入捜査を行っていた。ザックという息子を持つ。
潜入が失敗した際に、息子と共にアリアスによってゾンビ化させられた。その後、アリアスのアジトに突入してきたクリス達に他のゾンビの大群と共に襲い掛かったが、ヘリコプターからの掃射攻撃により死亡した。

### A-GUA社
グレン・アリアス（Glenn Arias）
声 - ジョン・デミータ / 桐本拓哉
本作のメインヴィラン。元CIAにして国際指名手配中の武器商人。現役時代に築いた膨大なコネクションを利用し、顧客の望むありとあらゆる商品を提供するとされる。B.O.W.も扱っており、中にはロス・イルミナドス教団、トライセル、ネオアンブレラ等ゲーム作品に登場した組織の物も含まれる。某国と武器の裏取引を行っていたが取引の縺れから命を狙われ、自らの結婚式の最中に爆撃を受けて参列していた友人や家族、結婚したばかりの妻サラを失う。この事件をきっかけに復讐鬼と化し、新型ウイルスを使ったバイオ・テロを目論む。元々は理論派で冷静沈着な実業家であったが、爆撃以降は常軌を逸した振る舞いを見せるようになった。表向きは飲料水の製造に限らず幅広い展開を行っている「アグア社」の設立者。
使用銃器はグロック18C。近接格闘の達人で、重武装したうえでボディアーマーを身に付けたクリスを圧倒するほどの実力を持つ。
アグア本社の屋上にてクリスと激しい死闘の末、高所から落下し致命傷を負う。しかし直後に歩み寄ってきたディエゴに力の解放を命じて自らを取り込ませ、クリーチャーへと変貌する。
マリア・ゴメス（Maria Gomez）
声 - クリスティーナ・ヴァレンズエラ / 大原さやか
アリアスの側近。右目はアリアスの結婚式の爆撃で失っており、前髪で隠している。主に敵地への潜入、破壊工作を担当し、格闘術としてムエタイを使いこなす。爆撃前の過去の写真では、父ディエゴと共に穏やかな笑みを浮かべる女性であったが、肉体改造を受けた現在は人間的な感情は薄れ、命令を忠実に遂行する機械のような性格へと変貌してしまった。唯一父親のディエゴに対しては僅かに感情を見せる。
作中にて倒されること無く生き残っていたようであり、ディエゴが着けていた仮面に歩み寄っている。
ディエゴ・ゴメス（Diego Gomez）
声 - フレッド・タタショア / 大友龍三郎
アリアスのボディガード。アリアスの古い友人で、アリアスの結婚式で爆撃を受けて瀕死の状態になり、アリアスの手によってウィルス投与と肉体改造を施され復活する。爆撃の後遺症で声が出ない。4メートル近い筋骨隆々の巨体の各部に装甲をボルトで装着し、携行できるように改造したM134ミニガンを軽々と取り扱う怪力を持つ。醜く変形した顔を隠すため特殊マスクを常にかぶっている。
小説版では、かつてメキシコの麻薬組織の幹部であったが、内部抗争で命を狙われた際に当時任務で潜入していたアリアスに命を救われた過去が明かされた。その後足を洗うと共にアリアスに忠義を尽くすようになり、結婚式での爆撃の際は身を挺してアリアスを庇い瀕死の重傷を負った。
サラ・アリアス（Sarah Arias）
声 - なし
グレン・アリアスの妻。結婚式の最中に爆撃を受け死亡した。レベッカと瓜二つの容姿をしている。

### その他
アーロン（Aaron）
声 - ジェイソン・ファント / 小林親弘
ポストドクターの男性。レベッカの仕事仲間。レベッカに好意を抱いているが、マイペースな彼女に振り回され気味である。
大学内においてマリアに襲撃され死亡。後にA-ウィルス感染によりゾンビ化し、レベッカに襲い掛かったものの消火器で頭を潰されて完全に死亡した。
パトリシオ（Patricio）
声 - アレクサンダー・ポーリンズキー / 白鳥哲
麻薬密売人あがりの情報屋。スペインに妻と娘がいる。金に汚くレオンの仲間の情報を敵に売り、結果として多くの犠牲者を出したためレオンに憎悪されている。
かつては外部との折衝役としてロス・イルミナドス教団に所属していた過去を持つがその性格から組織にも信用されておらず、末端の構成員としてプラーガも投与されていなかった。
ロス・イルミナドス教団残党がアリアスと接触したことを受け、かつてのコネを使い情報収集を行っていたがアリアスのテロに関する重要な情報を知りすぎてしまったために逆に命を狙われるようになり、かつて裏切ったレオンに家族の保護を求めて泣きついてきた。直後に追って来たアリアスの私兵部隊に銃撃されて致命傷を負い、なおも家族を案じながらアリアスの情報が入った端末を託して死亡した。
レオンに小者と称されるほどに救いようのない人物ではあるが、家族に対する愛情だけは本物であり彼の家族の存在が今作においてレオンが奮起するきっかけとなった。

## 登場クリーチャー
ゾンビ
ウィルスに感染したことで凶暴化し、人を食らうようになったクリーチャー。今作ではA-ウィルスの作用により、C-ウィルス系ゾンビのような運動性と、t-ウィルス系ゾンビを遥かに上回る感染力を持つ。
ケルベロス
t-ウィルスを用いて生み出されたアンブレラ製のB.O.Wで、作中では2体が登場。本作のものはt-ウィルスだけでなくA-ウィルスも投与されており、体組織が一部腐敗しているものの、人間の首を噛みちぎる程の筋力、走行中のバイクに容易に追い付くほどの運動性を獲得している。
アリエゴ
本作のラスボス。
アジトの高層ビル屋上から落下し、瀕死の重傷を負ったアリアスが最終手段として、ウィルスの力を解放したディエゴに自ら取り込まれる形で融合、シリーズお馴染みのボスキャラクターであるタイラントを彷彿とさせる巨人型のクリーチャーに変貌した。アリアスの物とディエゴの物である二つの頭部を持ち、基本的にはアリアスの意識が主導権を握っている。デザートイーグルの弾倉二つ分の銃撃に耐えるタフネスを持つ。
両腕指先には伸縮自在の爪を備え、数十メートル単位の長さにまで伸ばすことができる。

## 用語・舞台
A-ウィルス（Animality-Virus）
アリアスがロス・イルミナドス教団残党の協力を経て作り上げたウイルス。プラーガに似た遺伝子構造を持ち、感染者（ゾンビ）は敵味方の区別ができる他、ラジコンを操作したり、表情を変化させるなど若干知能も残されている。「Animality」とは「獣性・動物性」という意味。
発症メカニズムを複数種のウイルスに分割しているのが特徴で、単体では発症しないメインのウイルスに活性機能を有するトリガーが組み合わさる事でゾンビ化を引き起こし、ワクチンの接種で発症を抑制する。ワクチンは発症の抑制だけでなく、感染者の攻撃対象から外させる敵味方識別装置としても機能する。
t-ウィルス等とは違い肉体的な損傷は少なく、更に完全発症した後でもワクチンを投与すれば治療する事が出来る。
強化型A-ウィルス
アリアスがA-ウィルスにレベッカの研究データと試作ワクチンを投与したレベッカの血液を元に強化したA-ウィルス。臨床実験を兼ねてレベッカに投与されたが発症する前にアリアスが隠し持っていたワクチンを投与(吸引)したため効果は不明。毒性が強まった為に注射で投与しなければならないという欠点を持つ。
試作型ワクチン
レベッカがアメリカ国内で頻発して起こっていたゾンビ事件の原因に対して作成した試作のワクチン。作成直後にマリアによって換気口を利用したバイオテロが起こりレベッカも感染したため自らに投与、事なきを得る。終盤において、レベッカがクリスらに託した彼女の血液からさらに精製されたワクチンが、ニューヨークのバイオテロ対応に向かうクリス、レオン、シルバーダガーらに投与されている。いずれもA-ウィルスの発症を抑える効果はあるものの、敵味方識別装置としての効果は持たない為、アリアスには不完全と評されている。
BSAA
Bioterrorism Security Assessment Allianceの略。
バイオテロの情報収集・予防・制圧を行なっている組織。作中ではクリス・レッドフィールドを筆頭に少数精鋭の「シルバーダガー」の3名が登場。ニューヨークでのバイオテロ発生時は現地警察やSWATと共同で対応にあたったが、感染者による被害規模の大きさからシルバーダガーへのバックアップもままならず、支援は軽装甲車とバイクの1台ずつのみで終始クリスやシルバーダガー、レオンらが事態の収拾に当たっていた。
DSO
Division of Security Operationsの略。
レオン・S・ケネディが所属する大統領直轄のエージェント組織。今作ではレオン以外の構成員はあまり登場しない。本編開始前の任務の経緯は映画本編と小説版によって異なっており、本編ではSWATとの爆破テロの協同捜査、小説版ではかつてディレック・C・シモンズが首謀者として引き起こしたトールオークスのバイオテロにおいて、テロ組織側に情報を流していたとされる上院議員スティーブン・エアーの捜査を行っていた。しかし、どちらの媒体においても情報漏洩によってレオンを除くDSOの職員多数と現地特殊部隊が壊滅、捜査は失敗してしまい、レオンが自暴自棄に陥るきっかけとなった。
洋館
メキシコ・ケレタロ州の山奥にある洋館。アリアスの拠点。アリアスは事前に罠を仕掛けており、クリスを除く突入部隊は全滅した。初代バイオハザードに登場した洋館と似た構造をしているが、ジョージ・トレヴァーによる設計であるかは不明。
シカゴの大学
レベッカが務めている大学。正式な大学名は不明。マリアが起こしたバイオテロによりレベッカを除くほぼ全ての職員はA-ウィルスを発症し、ゾンビ化。突入したBSAAによって射殺された。なお、生徒は長期休暇のために不在であったことが小説版にて判明している。
A-GUA（アグア）社
アリアスが設立した企業。
本社のある五大湖周辺を中心に全米へ飲料水を販売している。
ニューヨーク市
終盤の舞台となる都市。
アリアスの計画によりA-ウィルスを活性・発症させるトリガーが都市各所で散布され、都市全域で大規模バイオテロが発生する。

## スタッフ
- エグゼクティブ・プロデューサー：清水崇
- 監督：辻󠄀本貴則
- 脚本：深見真
- 音楽：川井憲次
- 原作監修：小林裕幸（カプコン）
- 製作/CG制作：マーザ・アニメーションプラネット
- ゲーム原作：カプコン
- 配給：KADOKAWA

## ノベライズ
- 『バイオハザード ヴェンデッタ』（KADOKAWA〈角川ホラー文庫〉、2017年5月25日発行）ISBN 978-4-04-105618-9
  - 角川ホラー文庫より出版。作者は本作の脚本を担当した深見真。DSOエージェントがレオンを除いて壊滅するなど、映画では描かれなかったエピソードも補完されている。

## パチスロ
- スマスロ バイオハザード:ヴェンデッタ（2023年7月、サミー）[8]